# Torre Jarmers
La Torre Jarmers, (in danese: Jarmers Tårn) conosciuta anche come la torre Jaromar, è l'unico residuo delle torri che sorgevano nel Medioevo sopra i bastioni di Copenaghen.

## Descrizione
La Torre Jaamerss o Jaromar è un residuo di una delle undici torri che hanno rafforzato le fortificazioni della capitale della Danimarca. Si trova a sud dell'ingresso meridionale del parco Ørstedsparken, che è stato costruito su vecchi bastioni e i loro fossati si riqualificarono in stagni, nel centro storico del distretto di Indre By.
La Torre Jramers si trova al centro di una piccola piazza, chiamata Jarmers Plads, situata al centro di un importante incrocio in cui si incontrano due strade trafficate di Copenaghen, la Nørre Voldgade e H.C. Andersens Boulevard.

## Storia
La Torre Jarmers fu costruita contemporaneamente ai bastioni e alle altre torri nel corso del XVI secolo. Ha ricevuto il nome di Jarmers in onore di Jaromar II di Rügen, principe di Rügen nel XIII secolo e nobile Fürst del popolo germanico dei Venedi. Nel 1259, combatté contro il re danese, Cristoforo I di Danimarca, distrusse i primi bastioni di legno di Copenaghen, saccheggiò la città e l'intera isola della Selandia.